# Österreichische Basketball Bundesliga A 2003/04
Die A-Saison der Österreichischen Basketball Bundesliga 2003/04 ist die 58. Spielzeit der österreichischen Basketball-Bundesliga.

## Saisonnotizen
- Meister der Saison 2003/04 wurden zum vierten Mal in Folge die Kapfenberg Bulls.
- Cupsieger der Saison 2003/04 wurde Basket Swans Gmunden im Finale gegen UBC Stahlbau Oberwart Gunners.
- Die Firma Superfund wurde Hauptsponsor der Kapfenberger und daher wurden die Kapfenberg Bears in Superfund Bulls umbenannt.
- Die Liga wurde in der Saison 2003/04 auf 12 Mannschaften aufgestockt.

## Tabelle
Endtabelle
| \| # \| Team \| \| -- \| ---------------------- \| \| 1 \| Kapfenberg Bulls \| \| 2 \| Basketswans Gmunden \| \| 3 \| Oberwart Gunners \| \| 4 \| Wörthersee Piraten \| \| 5 \| WBC Wels \| \| 6 \| BK Klosterneuburg \| \| 7 \| Oberwaltersdorf Comets \| \| 8 \| Arkadia Traiskirchen \| \| 9 \| Red Devils Linz \| \| 10 \| Mattersburg 49ers \| \| 11 \| Fürstenfeld Panthers \| \| 12 \| UKJ St. Pölten \| |                        |
| # | Team                   |
| 1 | Kapfenberg Bulls       |
| 2 | Basketswans Gmunden    |
| 3 | Oberwart Gunners       |
| 4 | Wörthersee Piraten     |
| 5 | WBC Wels               |
| 6 | BK Klosterneuburg      |
| 7 | Oberwaltersdorf Comets |
| 8 | Arkadia Traiskirchen   |
| 9 | Red Devils Linz        |
| 10 | Mattersburg 49ers      |
| 11 | Fürstenfeld Panthers   |
| 12 | UKJ St. Pölten         |

## Führende der Spielerstatistiken
| Kategorie          | Spieler           | Team                   | Wert |
| ------------------ | ----------------- | ---------------------- | ---- |
| Punkte pro Spiel   | De'Teri Mayes     | Gmunden Swans          | 25,8 |
| Rebounds pro Spiel | Jason Johnson     | Oberwart Gunners       | 10,2 |
| Assists pro Spiel  | Anthony Jr. Green | Oberwaltersdorf Comets | 7,6  |